# 駐劄大臣
駐劄大臣（满文： Seremšeme tehe amban，也寫作駐紮大臣、駐扎大臣），是清代駐紮於外蒙古、青海、西藏、新疆等藩部地區軍政長官的頭銜。满语称大臣为昂邦（穆麟德轉寫：Amban），总督（满文： Uheri kadalara amban）等官衔在满语中也使用此词。欧美学者常使用一词指代清代的驻扎大臣。
駐劄大臣有將軍、都統、參贊大臣、辦事大臣、領隊大臣等職銜，皆為武職。將軍、副將軍為統轄一地之軍政長官；參贊大臣、都統協助將軍辦事，“掌佐劃機宜”，並管轄其下各路大臣；辦事大臣管轄一城之軍政事務，略同於專城副都統；領隊大臣分管遊牧部落事務。駐劄大臣一般由在旗的滿洲、蒙古人充任，清末时也有漢人。清代官員初次被任命為駐劄大臣時，多以正二品副都統銜上任，級別大致相當於內地的總督。欧美则视为职能类似的“驻扎官”。
駐劄大臣通常長駐一城，管轄該城及其附屬地區的軍事及重要行政、司法事務。日常性的行政事務一般由當地官吏（如伯克、札薩克、噶倫）自行管理。駐藏大臣、烏里雅蘇臺將軍、庫倫辦事大臣、伊犁將軍、總理回疆事務參贊大臣還負責一部份外交事務。道光以後，駐紮大臣多由宗室、貴戚出任，官員素質下降，任期普遍縮短，侵漁百姓、倦怠公務之事時有發生，造成清代中後期嚴重的邊疆危機。光緒九年（1883年），清廷籌建新疆省，始裁撤新疆各路駐紮大臣，僅保留伊犁將軍。光緒三十三年（1907年），東三省建省，奉天、吉林、黑龍江三省將軍也被裁撤。至宣統末年，僅外蒙古、青海、西藏仍保留駐紮大臣。

## 各處駐劄大臣

### 蒙古
| 清代蒙古駐紮大臣                        |                |              |      |
| 將軍                                    | 參贊、辦事大臣 | 轄區         | 駐地 |
| 烏里雅蘇臺將軍 （定邊左副將軍）         |                |              |      |
| 直轄                                    | 唐努烏梁海     |              |      |
| 烏里雅蘇臺參贊大臣                      | 賽音諾顏部     | 烏里雅蘇臺城 |      |
| 烏里雅蘇臺參贊大臣                      | 札薩克圖汗部   |              |      |
| 庫倫辦事大臣、 幫辦大臣（蒙古辦事大臣） | 土謝圖汗部     | 庫倫         |      |
| 庫倫辦事大臣、 幫辦大臣（蒙古辦事大臣） | 車臣汗部       |              |      |
| 科布多參贊大臣                          | 科布多         | 科布多城     |      |
| 阿爾泰辦事大臣 （科布多辦事大臣）       | 阿爾泰         | 承化寺       |      |
| 布倫托海辦事大臣                        | 布倫托海       |              |      |

### 青海
- 欽差青海辦事大臣（西寧辦事大臣），駐西寧

### 西藏
- 欽差駐藏大臣（駐藏辦事大臣、幫辦大臣），駐喇薩
  - 左參贊、右參贊

### 新疆
| 清代新疆駐紮大臣                          |                                    |                    |                  |      |
| 將軍                                      | 都統、參贊大臣                     | 辦事大臣、領隊大臣 | 轄區             | 駐地 |
| 伊犁將軍                                  |                                    |                    |                  |      |
| 伊犁參贊大臣                              | 伊犁領隊大臣（五員）               | 伊犁               | 惠遠城           |      |
| 塔爾巴哈臺參贊大臣                        | 塔爾巴哈臺領隊大臣（兩員）         | 塔爾巴哈臺         | 肇豐城、綏靖城   |      |
| 烏魯木齊都統                              | 烏魯木齊副都統（烏魯木齊領隊大臣） | 烏魯木齊（迪化州） | 鞏寧城           |      |
| 烏魯木齊都統                              | 哈密辦事大臣                       | 哈密廳             | 哈密新城（滿城） |      |
| 烏魯木齊都統                              | 吐魯番領隊大臣                     | 吐魯番             | 闢展（廣安城）   |      |
| 烏魯木齊都統                              | 巴里坤領隊大臣                     | 巴里坤             | 會寧城           |      |
| 烏魯木齊都統                              | 古城領隊大臣                       | 古城               | 孚遠城           |      |
| 烏魯木齊都統                              | 庫爾喀喇烏蘇領隊大臣               | 庫爾喀喇烏蘇       | 慶綏城           |      |
| 總理回疆事務參贊大臣 （喀什噶爾參贊大臣） | 喀什噶爾辦事（領隊）大臣           | 喀什噶爾           | 徠寧城、恢武城   |      |
| 總理回疆事務參贊大臣 （喀什噶爾參贊大臣） | 英吉沙爾領隊大臣                   | 英吉沙爾           | 英吉沙爾漢城     |      |
| 總理回疆事務參贊大臣 （喀什噶爾參贊大臣） | 葉爾羌辦事大臣                     | 葉爾羌             | 葉爾羌漢城       |      |
| 總理回疆事務參贊大臣 （喀什噶爾參贊大臣） | 和闐辦事大臣                       | 和闐               | 額里齊           |      |
| 總理回疆事務參贊大臣 （喀什噶爾參贊大臣） | 阿克蘇辦事大臣                     | 阿克蘇             | 阿克蘇城         |      |
| 總理回疆事務參贊大臣 （喀什噶爾參贊大臣） | 烏什辦事大臣                       | 烏什               | 永寧城           |      |
| 總理回疆事務參贊大臣 （喀什噶爾參贊大臣） | 庫車辦事大臣                       | 庫車               | 庫車城           |      |
| 總理回疆事務參贊大臣 （喀什噶爾參贊大臣） | 喀喇沙爾辦事大臣                   | 喀喇沙爾           | 喀喇沙爾城       |      |

### 川邊地方
- 川滇邊務大臣，清末临时派遣的钦差大臣，负责对川边改土归流，并非一般意义上的驻扎大臣